# Johan Ihre den yngre
Johan Ihre den yngre, född 1740, död 1783, var en svensk major. Han var son till professor Johan Ihre den äldre (1707-1780) och bror till Hedvig Maria Ihre (1746-1798), som gifte sig med lagmannen Jonas von Engeström (1737-1807).

## Biografi
Major Johan Ihre vilar i sarkofag nummer 7 i Närlinge gravkor i Björklinge kyrka.
Major Ihre tillhörde släkten Ihre från Hangvar och ägde mark bland annat i Odensala by i Brunflo socken i Jämtland. Denna mark blev tagen i anspråk när staden Östersund grundades år 1786.